# Staraja Buchałauka
Staraja Buchałauka (biał. Старая Бухалаўка; ros. Старая Бухаловка, Staraja Buchałowka) – wieś na Białorusi, w obwodzie homelskim, w rejonie homelskim, w sielsowiecie Ciareszkawiczy, nad Ucią.